# Petit-Failly
Petit-Failly är en kommun i departementet Meurthe-et-Moselle i regionen Grand Est (tidigare regionen Lorraine) i nordöstra Frankrike. Kommunen ligger i kantonen Longuyon som tillhör arrondissementet Briey. År 2022 hade Petit-Failly 94 invånare.

## Befolkningsutveckling
Antalet invånare i kommunen Petit-Failly
| Referens: INSEE |